# Feixi
Feixi (chiń. upr. 肥西县; chiń. trad. 肥西縣; pinyin Féixī Xiàn) – powiat w zachodniej części prefektury miejskiej Hefei w prowincji Anhui w Chińskiej Republice Ludowej. Liczba mieszkańców powiatu, według spisu ludności z listopada 2010 roku, wynosiła 858 895.